# انجمن پرنده‌نگری آمریکایی
انجمن پرنده‌نگری آمریکایی (American Birding Association (ABA))، یک سازمان غیرانتفاعی است که در سال ۱۹۶۹ تأسیس شد و به پرنده‌نگری تفریحی در کانادا و ایالات متحده اختصاص دارد. آن را «دارای استاندارد برای پرندگان جدی در آمریکای شمالی» نامیده‌اند. انجمن پرنده‌نگری آمریکایی که در ابتدا بر روی یافتن، فهرست‌بندی و شناسایی پرندگان کمیاب متمرکز بود، اکنون به دنبال خدمات‌رسانی به همه پرندگان با طیف گسترده‌ای از خدمات و انتشارات است.
در دسامبر ۱۹۶۸، جیم تاکر در نخستین شماره (جلد ۰، شماره ۰) مجله The Birdwatcher's Digest تشکیل گروهی را به نام «انجمن پرنده‌نگری آمریکایی» برای تبادل اطلاعات و مقایسه فهرست‌های پرندگان پیشنهاد کرد.